# Labyrintová jaskyňa
Labyrintová jaskyňa nebo Jaskyňa na Pohanskom vrchu je jeskyně, nacházející se v národní přírodní rezervaci Pohanský hrad v Cerové vrchovině, na katastrálním území obce Stará Bašta v okrese Rimavská Sobota. Leží v nadmořské výšce 560 m n. m. a jde o sutinovou jeskyni vytvořenou v bazaltech s ledovou výplní. Byly v ní objeveny archeologické nálezy z doby halštatské, bronzové a středověku, které spolu s jeskyní objevil maďarský archeolog a speleolog Jenő Nyáry. Jeskyně se nachází na slunném stanovišti uprostřed kamenného moře, v blízkosti se nachází Nyáryho jeskyně.

## Podmínky v jeskyni
V jeskyni byla v červenci naměřena teplota o 10 °C nižší, než na povrchu, v říjnu pouze o 5 °C. Uvnitř se udržuje vysoká vlhkost vzduchu, přesahující 80 %.

## Fauna
Jeskyně jsou jedny z méně prozkoumaných stanovišť z pohledu fauny. Z bezobratlých byly v labyrintové jeskyni pozorované druhy roztočů Stylochirus fimetarius, Trichouropoda ovalis, Ceratozetes peritus a Xenillus cf. clypeator sekáči Mitostoma chrysomelas, Dicranolasma scabrum a Egaenus convexus, píďalka Triphosa dubitata. Z pavoukovců zde byl pozorován běžný druh Harpactea Hömberg. Zajímavý je i nález drabčíka Quedius mesomelinus skoraszewskyi z této jeskyně.